# Rose Anderson
Rose Anderson (23 de março de 1988) é uma basquetebolista profissional britânica.

## Carreira
Rose Anderson integrou a Seleção Britânica de Basquetebol Feminino, em Londres 2012, que terminou na décima-primeira colocação.